# Ischnomera besucheti
Ischnomera besucheti là một loài bọ cánh cứng trong họ Oedemeridae. Loài này được Švihla miêu tả khoa học năm 1993.